# PSY・S
Pour les articles homonymes, voir Psy.
PSY・S [sáiz], est un groupe de musique pop/rock progressive japonais formé en 1983 par Masaya Matsuura et Mami Yasunori et dissous en 1996.
PSY・S est principalement connu en francophonie pour ses chansons réalisées pour les anime City hunter (Angel night ~tenshi no iru basho~, Earth ~ki no ue no akobune~) et To-Y (Lemon no yuuki, Cubic lovers).

## Membres

### Masaya Matsuura

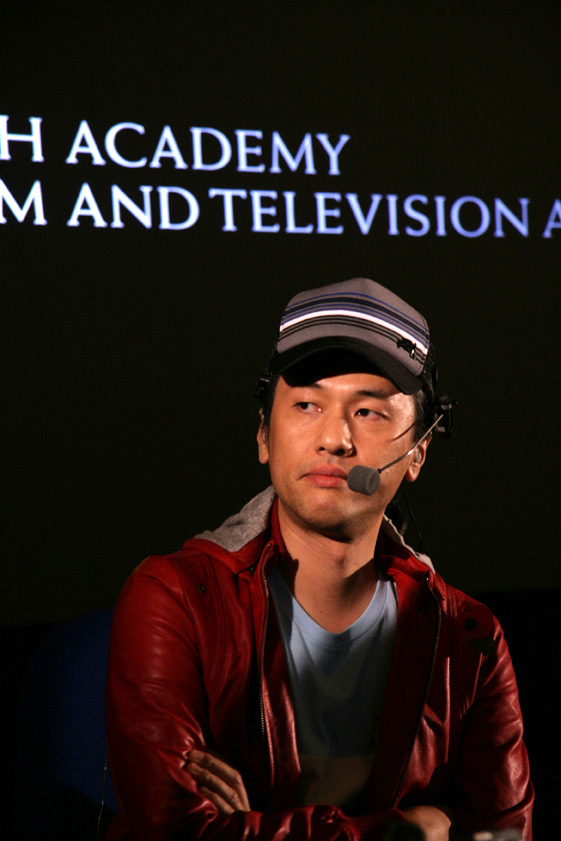
Masaya Matsuura en 2009.

Masaya Matsuura (松浦雅也) est né le 16 juin 1961 à Ôsaka, ses rôles dans le groupe étaient compositeur est arrangeur.
Il a réalisé la musique de PSY・S sur un synthétiseur Fairlight CMI, et a joué aussi les parties de guitare et de basse.
Après la dissolution du groupe, il s'est lancé dans la composition de musique pour jeux vidéo en montant sa propre entreprise, NanaOn-Sha, et a notamment composé les musiques de "PaRappa the Rapper", "UmJammer Lammy", "Vib Ribbon" et "Vib Ripple".
Matsuura a remporté le First Penguin Award au Game Developers Choice Awards de 2004.

### Chaka – Mami Yasunori
Mami Yasunori (安則眞実), connue à l'époque sous le nom de scène "Chaka", est née le 16 juillet 1960 dans l'arrondissement Nishinari-ku à Ôsaka ; ses rôles dans le groupe étaient chanteuse et parolière.
Chaka a commencé sa carrière à l'âge de 18 ans en tant que chanteuse de jazz professionnelle dans un club de jazz d'Ôsaka, et a rejoint PSY・S peu après.
Après la dissolution du groupe, Chaka est retournée vers le jazz et a commencé une carrière solo.

## Discographie

### Albums
- 20 novembre 2002 : Golden best (album best-of)
- 1er août 1996 : Two bridges
- 12 décembre 1994 : Emotional engine
- 21 avril 1994 : Home Made
- 1er juillet 1993 : Window
- 22 juillet 1992 : Two spirits
- 12 décembre 1991 : Holiday
- 25 avril 1991 : Two hearts
- 1er juillet 1990 : Signal
- 21 juillet 1989 : Atlas
- 1er août 1988 : Non-fiction
- 1er août 1987 : Mint-electric
- 26 février 1987 : Collection
- 2 juillet 1986 : Pic-nic
- 22 mai 1985 : Different view

### Singles
- 21 novembre 1994 : Be with you
- 21 février 1994 : Hana no you ni (花のように, comme une fleur)
- 2 juin 1993 : Aozora ga ippai (青空がいっぱい, plein de ciel bleu)
- 21 septembre 1992 : Aozora wa tenki ame-live version(青空は天気雨-LIVE VERSION)
- 1er décembre 1991 : Moonshine
- 23 août 1991 : Asa~from day to day (あさ~FROM DAY TO DAY)
- 1er mars 1991 : Denki to mint-movie mix (電気とミント-MOVIE MIX, eclair et mente-version film)
- 10 février 1991 : Friends or lovers
- 21 septembre 1990 : Kisses
- 21 mai 1990 : Asobi ni kitene (遊びにきてね, viens jouer)
- 1er décembre 1989 : Wondering up and down~mizu no marginal~ (WONDERING UP AND DOWN~水のマージナル~)
- 21 juillet 1989 : Fuzzy-na itami (FUZZYな痛み, douleur diffuse)
- 21 janvier 1989 : Child
- 21 octobre 1988 : Parachute limit
- 21 juillet 1988 : Bara to non fiction (薔薇とノンフィクション)
- 21 juillet 1988 : Angel night~tenshi no iru basho~ (ANGEL NIGHT~天使のいる場所~, ANGEL NIGHT~là ou se trouvent les anges~)
- 21 octobre 1987 : Lemon no yuuki (LEMONの勇気)
- 26 février 1987 : Silent song (サイレント・ソング)
- 21 novembre 1986 : Woman•S
- 5 mars 1986 : Another diary
- 21 novembre 1985 : Brand-new menu
- 22 mai 1985 Teenage

### Vidéos
- PSY・S 4Size
- Live PSY・S Non-Fiction Tour '88-'89
- Looking for the “Atlas” Tour
- Tri-PSY・S
- Signal Victory Tour
- Paradise Tour
- Music In Your Eyes

### DVD
- Live PSY・S Non-Fiction Tour '88-'89/PSY・S 4Size (7 septembre 2005)